# Scottish Football League Second Division
Scottish Second Division – trzecia piłkarska klasa ligowa w szkockim systemie, a zarazem druga w Scottish Football League do 2013. W lipcu 2013 doszło do połączenia Scottish Football League i Scottish Premier League, w wyniku którego utworzono Scottish Professional Football League, obejmujący cztery najwyższe klasy rozgrywkowe w Szkocji. Trzecim poziomem ligowym w sezonie 2013/2014 jest Scottish League One.

## Zwycięzcy Second Division
To lista ostatnich 15 zwycięzców Second Division.
- 1994/1995 – Greenock Morton F.C.
- 1995/1996 – Stirling Albion F.C.
- 1996/1997 – Ayr United
- 1997/1998 – Stranraer F.C.
- 1998/1999 – Livingston F.C.
- 1999/2000 – Clyde F.C.
- 2000/2001 – Partick Thistle F.C.
- 2001/2002 – Queen of the South F.C.
- 2002/2003 – Raith Rovers F.C.
- 2003/2004 – Airdrie United F.C.
- 2004/2005 – Brechin City F.C.
- 2005/2006 – Gretna F.C.
- 2006/2007 – Greenock Morton F.C.
- 2007/2008 – Ross County F.C.
- 2008/2009 – Raith Rovers F.C.
- 2009/2010 – Stirling Albion F.C.
- 2010/2011 – Livingston F.C.
- 2011/2012 – Cowdenbeath F.C.
- 2012/2013 – Queen of the South F.C.